# 黑背芒蚜
黑背芒蚜（学名：Sitobion smilacifoliae）为常蚜科芒蚜屬下的一个种。